# دل هایمز
دل هایمز (به انگلیسی: Dell Hymes)؛ (۷ ژوئن ۱۹۲۷ – ۱۳ نوامبر ۲۰۰۹) زبان‌شناس، زبان‌شناس اجتماعی، انسان‌شناس و توده‌شناس آمریکایی بود. تحقیقات وی روی زبان‌های شمال غربی پسیفیک متمرکز بود. او یکی از نخستین کسانی بود که از چهارمین زیرشاخه انسان‌شناسی با نام «انسان‌شناسی زبان‌شناختی» (به انگلیسی: linguistic anthropology) بجای «زبان‌شناسی انسان‌شناسانه» (به انگلیسی: anthropological linguistics) یاد کرد. هایمز در سال ۲۰۰۶ مدال طلای لغت‌شناسی را دریافت کرد.